# (12294) Avogadro
(12294) Avogadro  es un asteroide perteneciente al cinturón de asteroides, descubierto el 2 de agosto de 1991 por Eric Walter Elst desde el Observatorio de La Silla, en Chile.

## Designación y nombre
Avogadro se designó inicialmente como 1991 PQ2.
Más adelante fue nombrado en honor al físico italiano Amedeo Avogadro (1776-1856).

## Características orbitales
Avogadro orbita a una distancia media del Sol de 2,3711 ua, pudiendo acercarse hasta 2,0880 ua y alejarse hasta 2,6542 ua. Tiene una excentricidad de 0,1194 y una inclinación orbital de 1,9713° grados. Emplea en completar una órbita alrededor del Sol 1333 días.

## Características físicas
Su magnitud absoluta es 14,8.